# Aydın Əhmədov
Aydın Əhmədov (ur. 3 września 2001) – azerski zapaśnik walczący w stylu wolnym. Zajął 21. miejsce na mistrzostwach świata w 2022. 
Siódmy na mistrzostwach Europy w 2022. Trzeci na ME U-23 w 2022. Wicemistrz Europy juniorów w 2021 roku.